# Yaginumanis sexdentatus
Yaginumanis sexdentatus là một loài nhện trong họ Salticidae.
Loài này thuộc chi Yaginumanis. Yaginumanis sexdentatus được Takeo Yaginuma miêu tả năm 1967.